# Otoshiana
Otoshiana (おとし穴 Otoshiana, letteralmente "Il tranello") è un film del 1962 diretto da Hiroshi Teshigahara e scritto dallo scrittore e drammaturgo Kōbō Abe. La pellicola, come molte altre del regista, è caratterizzata da una forte componente surreale che rende particolare la vicenda narrata.
La pellicola segnò una collaborazione, conclusasi sul finire di quello stesso decennio, tra il regista ed Abe. Insieme, infatti, realizzeranno altri tre film (La donna di sabbia, The Face of Another e The Man Without a Map) che, a dispetto di Otoshiana (girato su un soggetto originale dello stesso Abe), saranno tutte trasposizioni di romanzi dello stesso scrittore giapponese.
Fu presentato nella Settimana internazionale della critica al 16º Festival di Cannes.

## Trama
Un minatore, spinto dal guadagno promesso, accetta di andare a lavorare in uno dei due pozzi di un desertico villaggio del Kyūshū, ma una volta arrivato sul luogo, scopre qualcosa che non va: il posto è disabitato, l'unica persona che vi risiede è una venditrice di dolci. Convinto di essere stato ingannato, decide di tornarsene in città, ma lungo la strada, un misterioso uomo vestito di bianco lo insegue per poi colpirlo con diverse coltellate. Il minatore muore, ma la sua anima continua a vivere, invisibile agli umani e scopre che il villaggio, solo apparentemente deserto, è abitato dalle anime di altri morti. La venditrice, testimone dell'omicidio, viene pagata per il suo silenzio dall'assassino e le vengono date istruzioni su chi deve far ricadere la colpa. Dopo poche ore, giungono sul posto polizia e giornalisti e viene notato come il cadavere del minatore sia fisicamente identico ad Otsuka, proprietario di uno dei due pozzi. Otsuka, avvertito dell'accaduto, si reca al villaggio; nel frattempo, la testimone fornisce alla polizia il falso identikit dell'omicida; la descrizione corrisponde con Toyama, capo dell'altro pozzo che decide di fuggire per evitare la cattura e si reca anche lui al villaggio. Otsuka e Toyama si ritrovano così faccia a faccia, uno davanti all'altro, nella capanna della testimone, appena uccisa anche lei dall'uomo in bianco; i due cominciano a litigare e si uccidono a vicenda. Da lontano, il vero assassino, assiste soddisfatto alla loro morte; la sua missione ha avuto esito positivo, il tutto sotto gli occhi delle anime del minatore e della donna, vittime di questo diabolico piano ed incapaci di intervenire.

## Produzione
Il film è stato girato nel Kyūshū ed è stato integrato con alcune scene reali di frane nelle miniere che affliggevano realmente quell'area; nella stessa zona, il regista Shōhei Imamura aveva girato, 3 anni prima, Nianchan.
Si narra di come Teshigahara, spesso in contrasto con la troupe, abbia licenziato due assistenti di regia perché si rifiutavano in includere nel film la scena in cui il poliziotto stuprava la venditrice di dolci.